# О’Фаолейн, Шон
Шон Про́ншес О’Фаолейн (ирл. Seán Proinsias Ó Faoláin; 22 февраля 1900, Корк — 20 апреля 1991, Дублин) — ирландский писатель.

## Биография
Родился 22 февраля 1900 в Корке в семье полицейского под именем Джон Фрэнсис Уилан (англ. John Francis Whelan), но позднее, будучи пламенным патриотом, изменил английский вариант своей фамилии на гэльский. Участвовал в Пасхальном восстании 1916 года. Учился в Национальном университете Ирландии и Гарварде.
Умер О’Фаолейн 20 апреля 1991 в Дублине.

### Сборники рассказов
- 1932 — Безумие в летнюю ночь / англ. Midsummer Night Madness
- 1948 — Человек, который изобрел грех / англ. The Man Who Invented Sin
- 1962 — Я помню! Помню! / англ. I Remember! Remember!
- 1966 — Солнечный зной / англ. The Heat of the Sun
- 1976 — Зарубежные дела и другие рассказы / англ. Foreign Affairs and Other Stories
- 1983 — Собрание рассказов Шона О’Фаолейна / англ. The Collected Stories of Seán O’Faoláin

### Романы
- 1933 — Гнездо простых людей / англ. A Nest of Simple Folk
- 1936 — Одинокая птица / англ. Bird Alone
- 1940 — Вернись назад, в Эрин / англ. Come Back to Erin
- 1948 — Ирландцы / англ. The Irish
- 1964 — Да здравствую я! / англ. Vive Moi!
- 1979 — И вновь? / англ. And Again?

### Литературоведческие книги
- 1948 — Рассказ / англ. The Short Story
- 1956 — Исчезающий герой / англ. The Vanishing Hero

### Издания на русском языке
- Гнездо простых людей. — М.: Госиздат, 1941.
- Безумие в летнюю ночь /Библиотека журнала "Иностранная литература" — М.: Известия, 1986.
- Избранное: Сборник / Сост. и вступ. ст. А. Саруханян. — М.: Радуга, 1988. — 432 c. ISBN 5-05-002260-6 (Мастера современной прозы)